# جوزيه كليبرسون
جوزيه كليبرسون بيريرا (بالبرتغالية: Kléberson‏)، من مواليد 19 يونيو 1979 في أوراي في البرازيل، لاعب كرة قدم برازيلي.
بدأ مسيرته الكروية مع نادي أتلتيكو باراناينسي في عام 1998، ولعب معهم حتى عام 2003، وفي عام 2003 انتقل إلى نادي مانشستر يونايتد الإنجليزي، ولعب معهم حتى عام 2005، وشارك معهم في 25 مباراة وسجل هدفين، وفي عام 2005 انتقل إلى نادي بشكتاش التركي، ولعب معهم حتى عام 2007، وشارك معهم في 42 مباراة وسجل 3 أهداف، ولعب منذ عام 2007 وحتى 2012 مع نادي فلامنغو، لينتقل بعدها في إعارة إلى أتلتيكو باراناينسي، ثم التحق بنادي باهيا.
و قد لعب مع منتخب البرازيل لكرة القدم ابتداءً من عام 2002، وشارك في قائمة المنتخب في كأس العالم 2010 بجنوب أفريقيا.

## روابط خارجية
- خوسيه كليبرسون على موقع الاتحاد الدولي (مؤرشف)  (الإنجليزية)
- خوسيه كليبرسون على موقع اتحاد تركيا (لاعب) (الإنجليزية)
- خوسيه كليبرسون على موقع الدوري الأمريكي (الإنجليزية)
- خوسيه كليبرسون على موقع قاعدة بيانات كرة القدم.إي يو (الإنجليزية)
- خوسيه كليبرسون على موقع ليكيب (الفرنسية)
- خوسيه كليبرسون على موقع ناشيونال فوتبول تيمز (الإنجليزية)
- خوسيه كليبرسون على موقع Soccerway.com (الإنجليزية)
- خوسيه كليبرسون على موقع عالم كرة القدم.نت (الإنجليزية)
- خوسيه كليبرسون على موقع كووورة